# Rulaman
Rulaman ist ein didaktischer Jugendroman des deutschen Naturforschers und Schriftstellers David Friedrich Weinland aus dem Jahr 1878.

## Entstehung

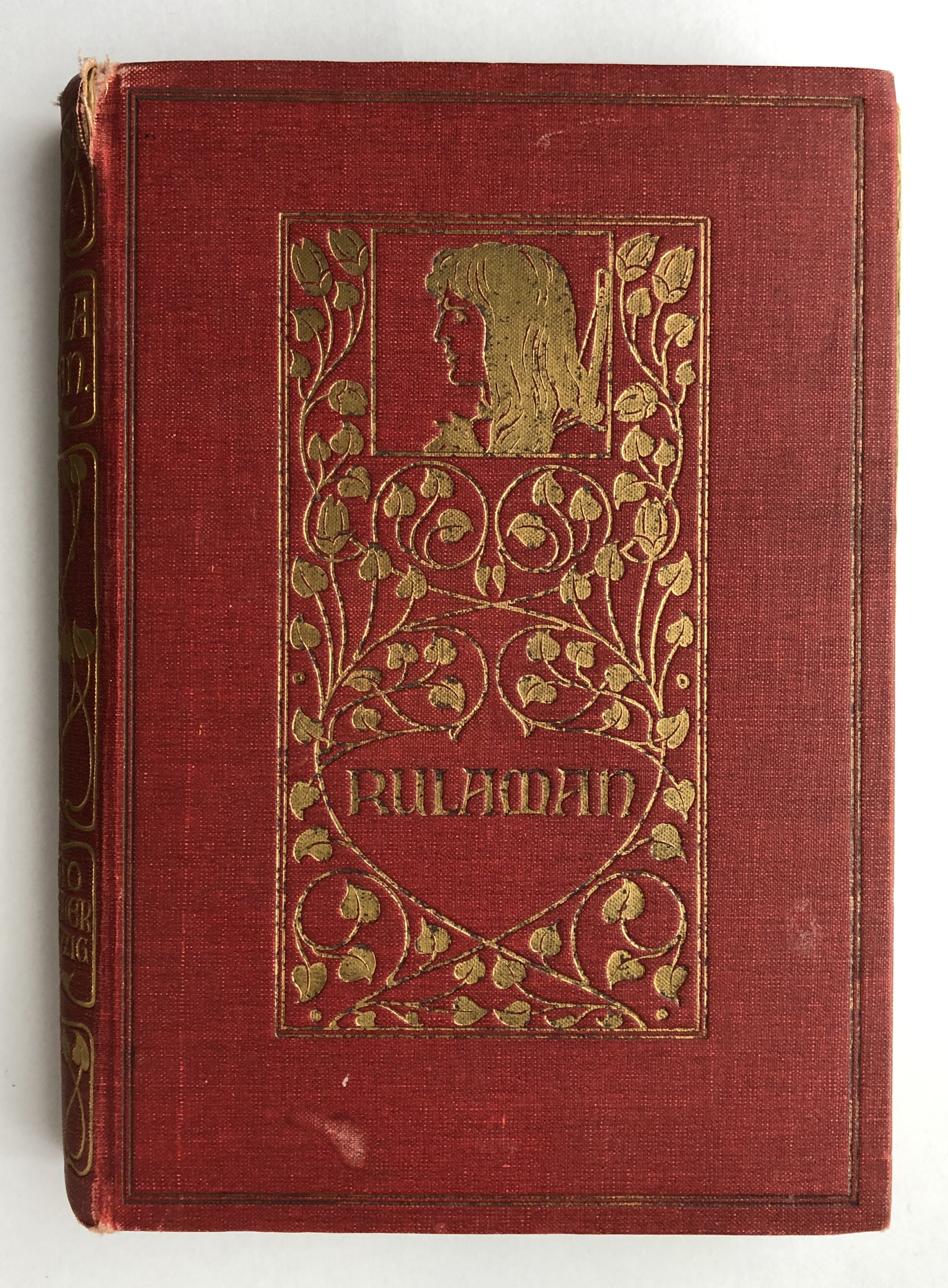
Ausgabe von 1912

Der Jugendroman Rulaman ist vor dem Hintergrund des seinerzeit erwachenden großen Interesses an der Ur- und Frühgeschichte zu sehen. 1856 wurde das erste Skelett eines Neandertalers entdeckt, ab den 1850er Jahren Pfahlbauten in der Schweiz und in Süddeutschland ausgegraben. Im Zusammenhang mit den Theorien von Charles Darwin – The Origin of Species war 1859 erschienen – führte das zu zahlreichen populärwissenschaftlichen und künstlerischen Behandlungen vorgeschichtlicher Stoffe, wodurch die Themenpalette der Historienmalerei und des Historischen Romans erweitert wurde.
Weinland schreibt, teils in erklärend-didaktischen Abschnitten, teils erzählend, über die Stein- und die beginnende Bronzezeit in seiner südwestdeutschen Heimat, speziell in der Umgebung der Schillerhöhle auf der Schwäbischen Alb, die Weinland als Vorbild für die Tulkahöhle diente. Er schrieb das Buch für seine Söhne auf dem Gut Hohen-Wittlingen bei Urach.
Erzählt werden die Abenteuer des Jungen Rulaman. Er ist der Sohn des Häuptlings Rul und gehört dem Stamm der Tulka aus dem Volk der „Aimats“ an. Dieser Ausdruck ist wie viele andere in dem Buch dem Samischen entnommen, da Weinland davon ausging, die Samen hätten möglicherweise die Urbevölkerung Europas gestellt und seien von späteren indoeuropäischen Zuwanderern an den Rand des Kontinents gedrängt worden.
So kommen im Verlauf der Handlung die auf der Schwäbischen Alb lebenden steinzeitlichen Stämme der Aimats in Kontakt mit den aus dem Osten einwandernden „Kalats“, den Kelten. Diese beherrschen die Metallverarbeitung, sind den Aimats technisch überlegen und verdrängen die Steinzeitmenschen rasch. Illustriert wurde das Buch mit Holzschnitten von Theodor Knesing nach Zeichnungen von Heinrich Leutemann.

## Gliederung
Das Buch ist in drei Teile gegliedert. In einem ersten Teil „In grauer Vorzeit“ schildert Weinland ausführlich die geologisch-historischen Hintergründe der Geschichte, vom Paläozoikum bis zu den Eiszeiten. Den zweiten Teil bildet die Erzählung um Rulaman und seinen Stamm, die Tulka. Im dritten Teil fasst Weinland zahlreiche Fußnoten zusammen und erklärt zum Teil ausführlich einzelne Begriffe.

## Personen

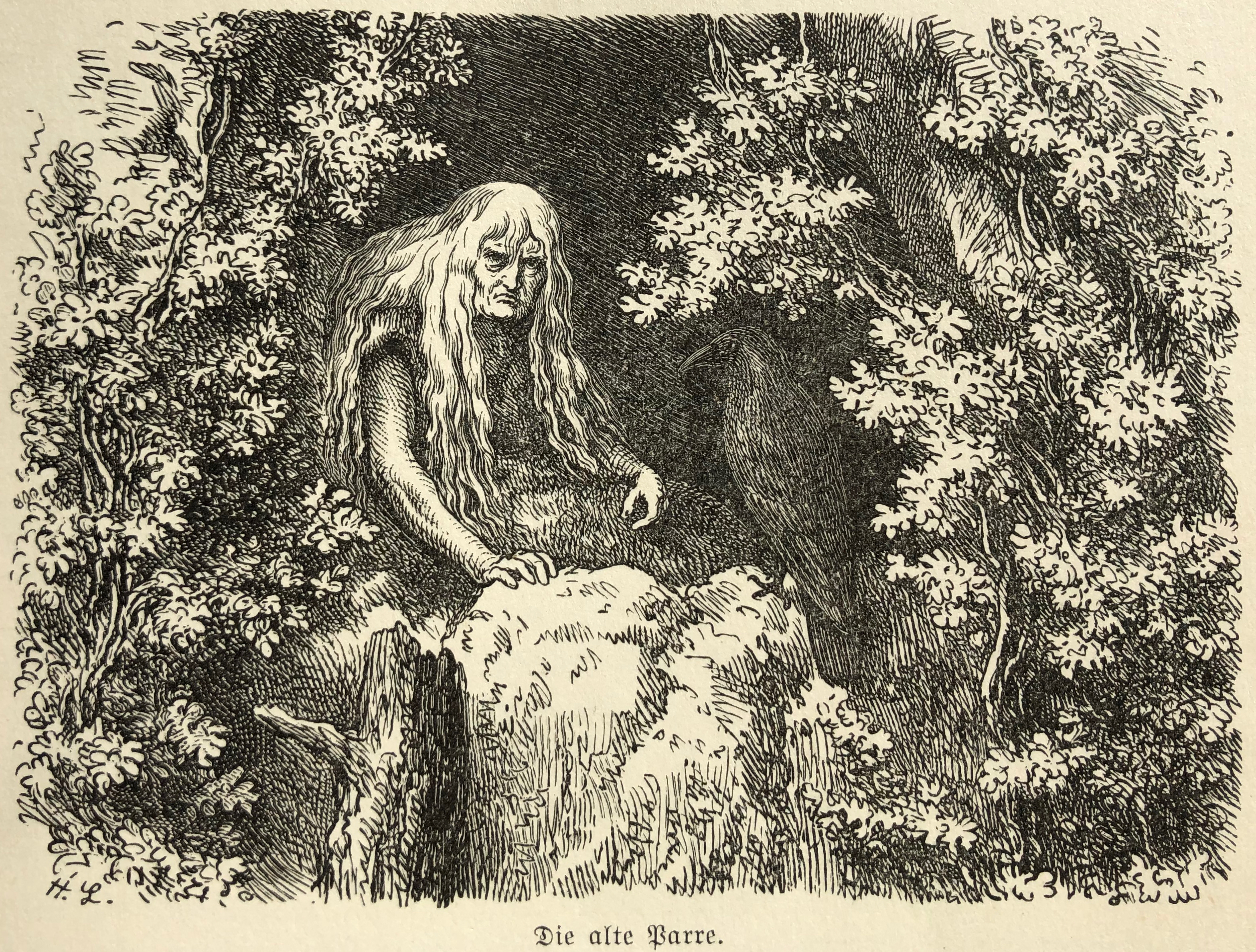
Die alte Parre

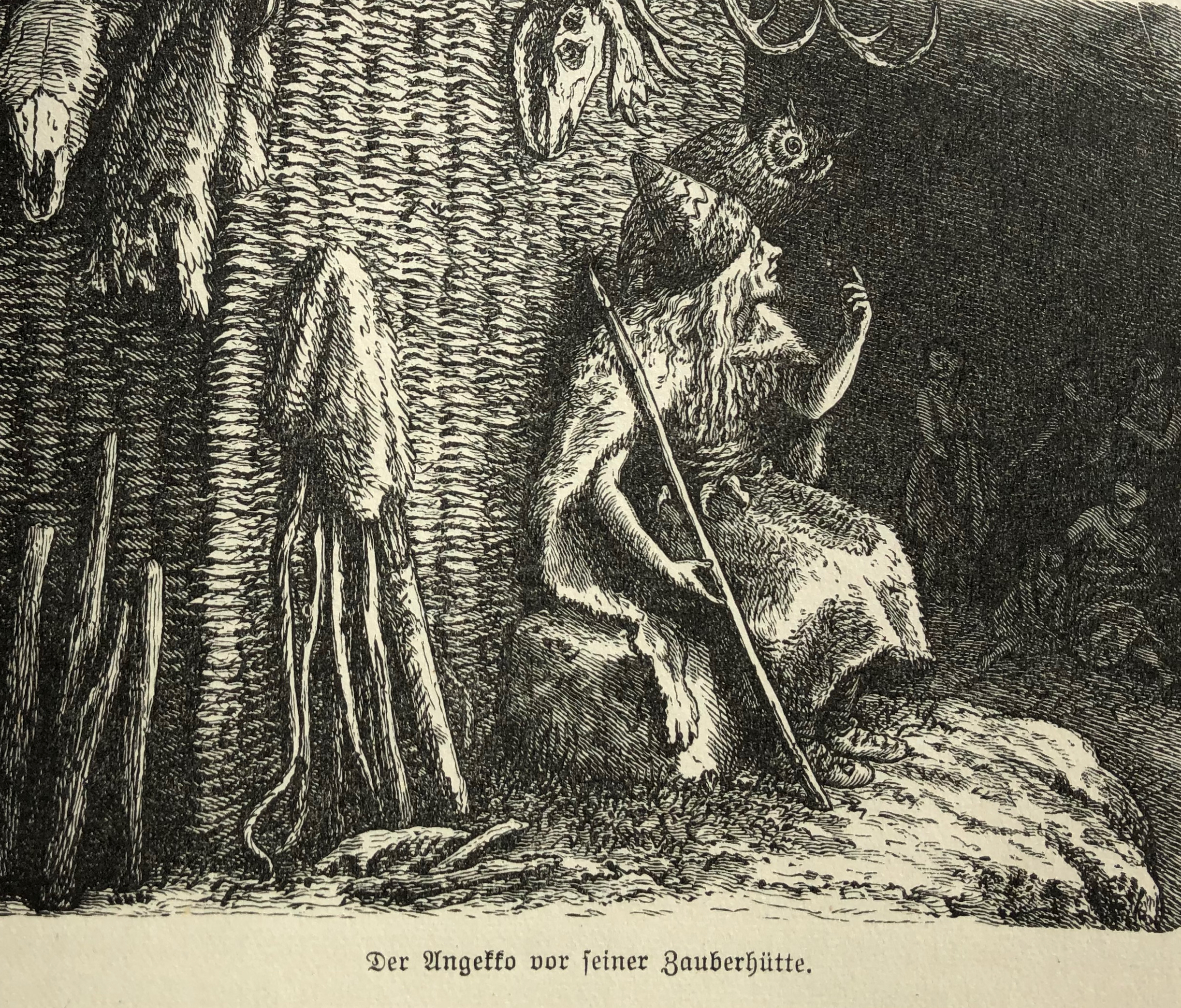
Angekko

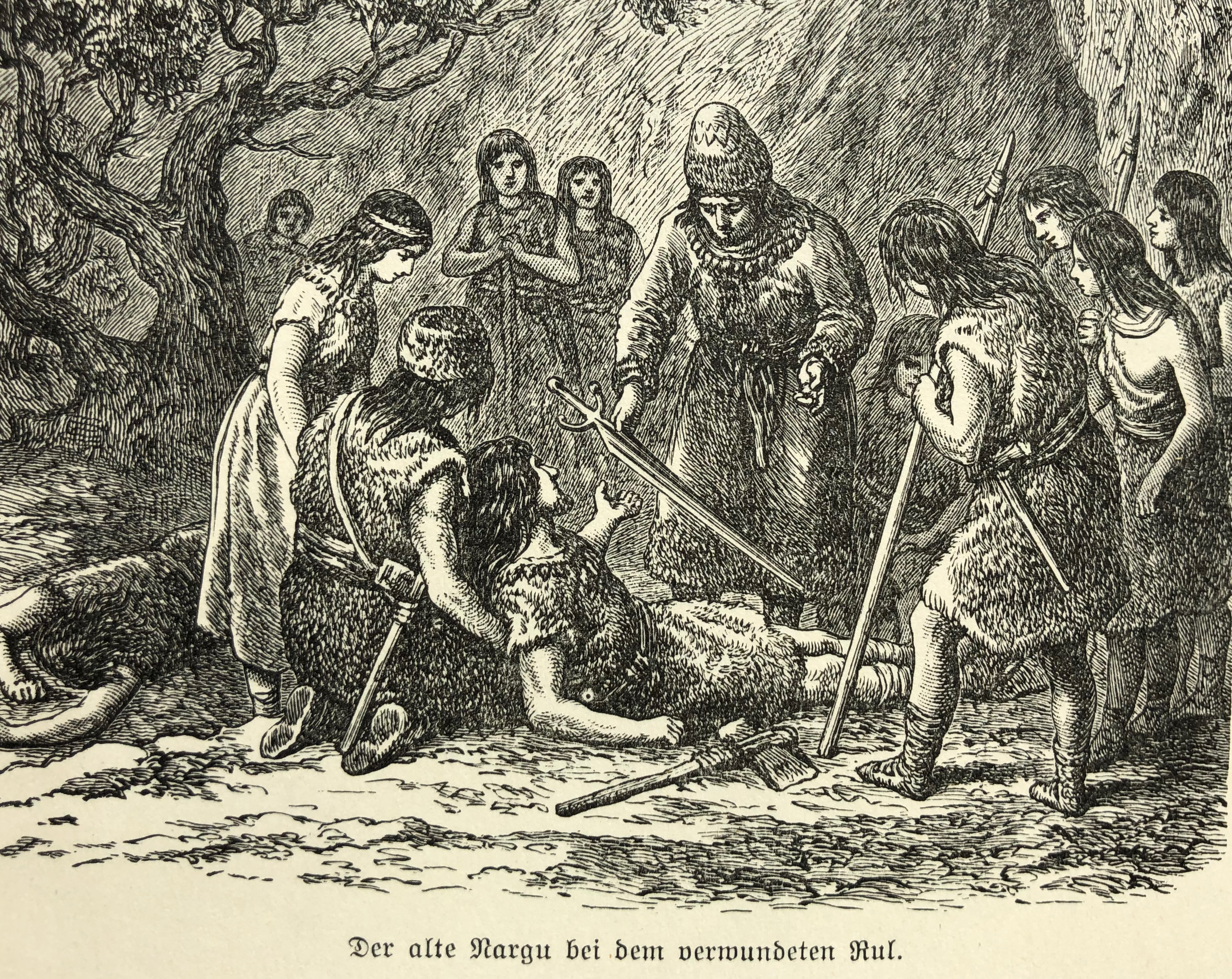
Nargu beim verwundeten Rul

### Rulaman
Rulaman ist der Sohn des Häuptlings. Er ist mutig, tapfer und ehrlich und das Vorbild aller. Seine Urgroßmutter ist die alte Parre, die Weise des Stammes. Von ihr lernt er die Geschichte und Bräuche seines Stammes. Auf seinen Streifzügen und auf der Jagd wird er von seinem Wolf Stalpe begleitet. Sein bester Freund ist Obu. Rulaman zeigt großes Interesse an den Kalats und ihrer Lebensweise. Er besucht sie, begleitet sie auf der Jagd und freundet sich mit den Kalats-Geschwistern Kando und Welda an, durch die er viel von den Kalats erfährt und lernt.

### Rul
Rul ist der Anführer der Tulka, ein starker Mann. Als Zeichen seiner Häuptlingswürde trägt er einen weißen Wolfspelz als Umhang. Er führt die Tulka auf ihren Wanderungen und Jagdzügen an. Bei einer Auseinandersetzung mit einem feindlichen Stamm kommt er ums Leben. Sein Nachfolger als Anführer wird sein jüngster Bruder Repo.

### Repo
Repo ist der jüngste Bruder des Anführers Rul und sein Stellvertreter. Ihm gelingt es, den Höhlenlöwen Burria zu besiegen. Er ist freundlich und freigiebig. Als Obu die schöne Ara heiraten will, setzt Repo sich bei Aras Großvater Nargu für Obu ein.

### Die alte Parre
Sie ist die Urgroßmutter von Rulaman. Niemand weiß, wie alt sie ist. Ihre langen weißen Haare fallen fast bis zum Boden, und auf ihren Schultern sitzt meist ihr schwarzer Rabe. Rulaman besucht sie häufig und lauscht ihren Erzählungen aus früherer Zeit. Sie kennt die heilende Wirkung von Pflanzen, prophezeit Dinge über die Zukunft des Tulkastammes und berät die Tulka bei Problemen.

### Obu
Obu ist vier Jahre älter als Rulaman und sein bester Freund. Auf einem gemeinsamen Jagdzug nach einem Bären treffen sie im Wald auf die schöne Ara aus dem Stamm der Nalli, und Obu verliebt sich in sie. Nach mehreren Auseinandersetzungen zwischen den Nalli und den Tulka schließen die beiden Stämme Frieden, und der Anführer, Aras Großvater Nargu, willigt in die Beziehung von Obu und Ara ein. Als Ara von den Kalats entführt wird, sucht Obu sie tagelang im Wald. Am Sonnenwendfest der Kalats kann er sie befreien.

### Angekko
Angekko ist der Häuptling des Nachbarstammes der Huhka. Er ist ein Zauberer und Arzt und bei allen Stämmen bekannt und gefürchtet. Wenn jemand krank oder verletzt ist, wird er zu Hilfe gerufen. Angekko trägt einen langen weißen Wolfspelz und einen Mantel aus Rentierfell. Seine Hütte ist mit Totenköpfen und Rentiergeweihen geschmückt; niemand darf sie betreten. Manchmal verschwindet er in einem der tief in den Berg reichenden Gänge, um dort die Erdgeister zu beschwören. Sein Lieblingsvogel ist ein Uhu, der ihm oft auf den Schultern sitzt.

### Nargu
Nargu ist ein reicher Feuersteinschläger und Händler. Er ist Häuptling des Aimat-Stammes der Nalli und wohnt in der größten Höhle der Gegend, deren Wände er mit Bildern verziert. Seine Enkelin ist die schöne Ara. Nargu spricht die Sprache der Kalats, da seine Mutter eine Kalatsfrau gewesen sein soll. Er verehrt Höhlenbären, kennt ihre Verstecke und bringt ihnen manchmal zu fressen.

### Die schöne Ara
Ara ist eine Enkelin des reichen Nargu aus dem Stamm der Nalli. Sie ist groß und schlank und von heller Hautfarbe. Anstelle der üblichen Fellkleider trägt sie ein rotes Wollkleid, das sie von ihrem Urgroßvater erhalten hat. Frühmorgens geht sie auf Kräutersuche in den Wald. Als einzige Frau im Stamm trägt sie ein Messer bei sich und kann gut mit Waffen und Werkzeugen umgehen. Sie ist mutig und geht gerne mit Obu und Rulaman auf die Jagd. Auf einem dieser Jagdzüge erlegt sie einen weißen Wolf und erhält dafür als Auszeichnung den Ehrennamen Farkamate (Wolftöterin). Von ihrem Großvater hat sie die Sprache der Kalats gelernt und übersetzt bei den Begegnungen der Völker.

### Kando und Welda
Kando und Welda sind Geschwister und die Kinder des Kalatshäuptlings. Kando ist mutig, gerecht und freundlich und bei allen beliebt. Er schließt Freundschaft mit Rulaman. Welda ist schön, mitfühlend, hilfsbereit und gütig. Auch sie freundet sich mit Rulaman an.

## Handlung

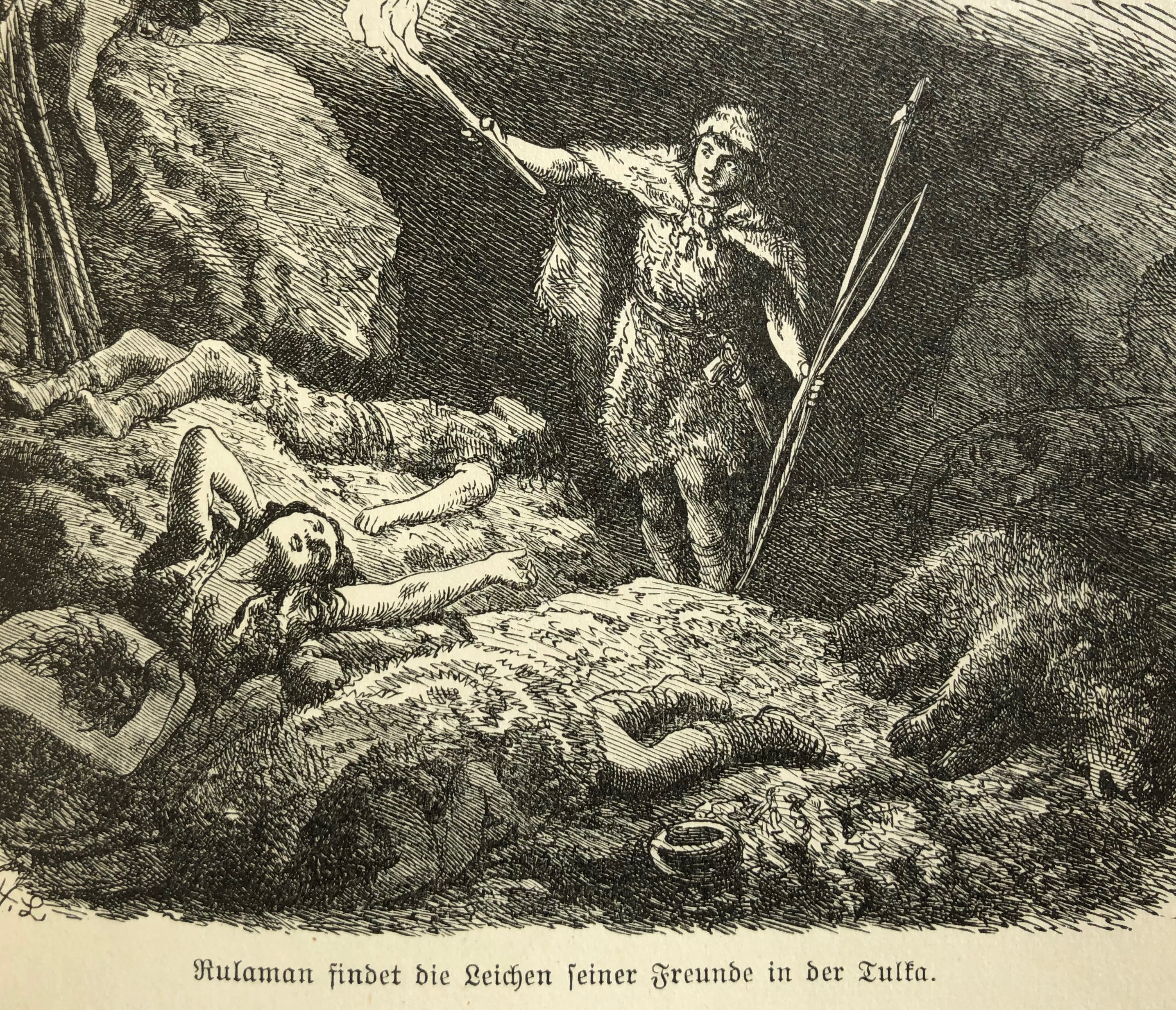
Rulaman findet seine toten Freunde

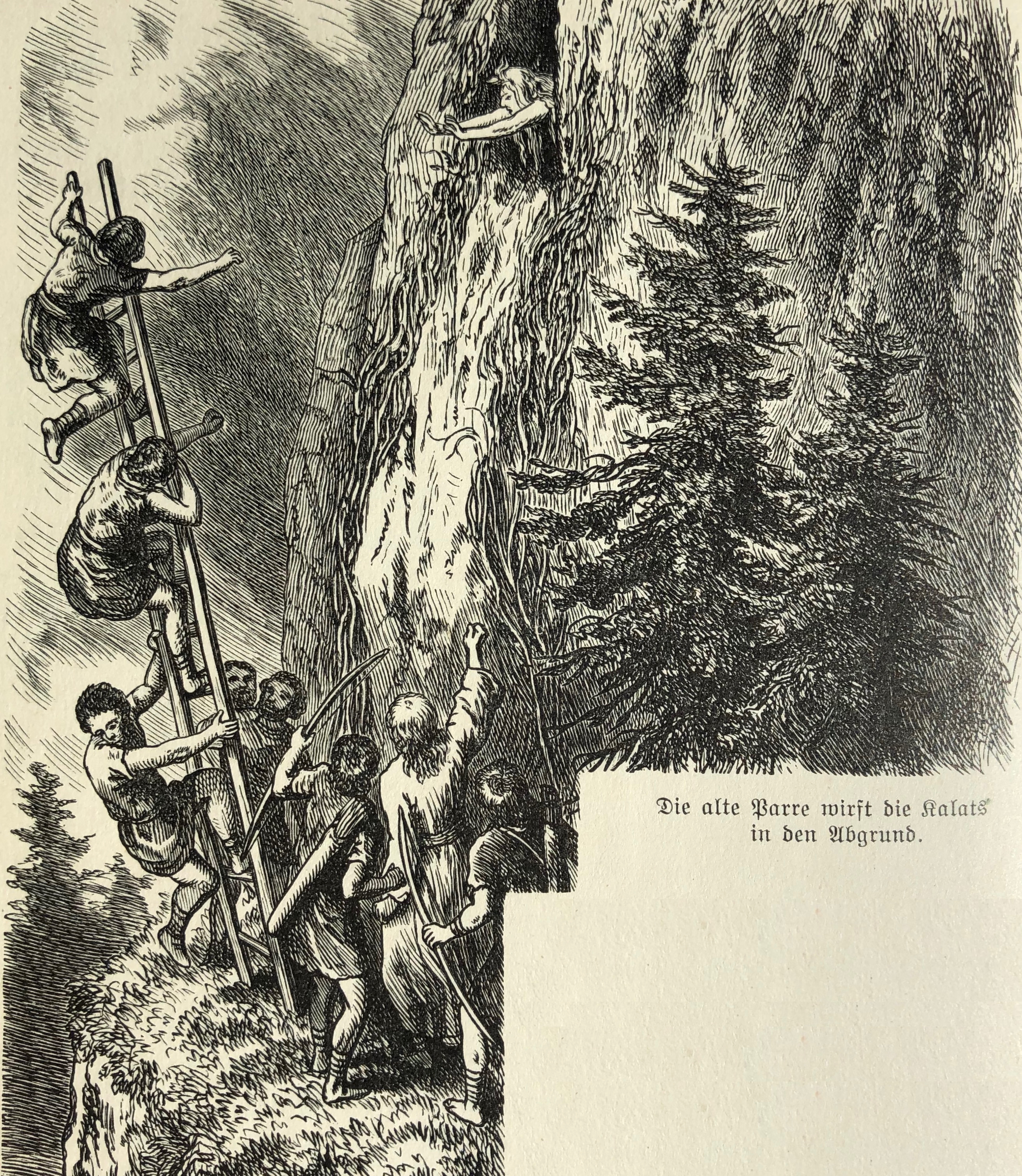
Die alte Parre stößt die Kalats in den Abgrund

Der junge Rulaman soll der Nachfolger seines Vaters Rul werden. Auf seinem ersten Jagdzug mit den Erwachsenen treffen die Jäger auf einen gefährlichen Höhlenlöwen, der Burria genannt wird. Der Häuptling Rul wird vom Löwen schwer verwundet. Rulaman rettet seinem Vater das Leben, indem er mit seiner Steinaxt auf den Löwen einschlägt, bis dieser von Rul ablässt. Der Schamane Angekko wird gerufen, um Rul zu heilen. Als Belohnung für seine Tapferkeit erhält Rulaman am Burriafest einen Speer als Zeichen, dass er nun als Mann anerkannt ist.
Später hilft er seinem Freund Obu, einen Höhlenbären zu erlegen, damit auch er den Speer erhält. Unglücklicherweise war es ein Bär, der vom reichen Häuptling Nargu beschützt wurde, und es kommt zu einem Kampf zwischen dessen Stamm, den Nalli, und den Tulka. Nach dem Friedensschluss zwischen den beiden Stämmen erhält Obu nun doch die schöne Ara zur Frau, eine Enkelin des Nargu.
Lange hatten die Tulka nur gerüchteweise von den Kalats gehört. Auf einer Jagd im Frühling treffen sie das geheimnisvolle Volk zum ersten Mal. Obwohl die Kalats sehr freundlich scheinen, bleiben die Tulka den Fremden gegenüber misstrauisch. Die alte Parre warnte vor ihnen. Trotzdem freunden sich die Tulka mit den Kalats an und tauschen mit ihnen Wild, Pilze und Geweihe gegen Messer, Pfeilspitzen und Schwerter aus Metall. Sie lernen von ihnen reiten und gehen gemeinsam auf die Rentierjagd. Auf einer Jagd lernt Rulaman den Kalatsjungen Kando und seine Schwester Welda kennen und freundet sich mit ihnen an.
Am großen Sonnenwendfest überlisten die Kalats alle eingeladenen Tulka, Nalli und Huhka, ermorden sie und opfern sie ihren Göttern. Auch alle anderen Tulkas werden später von den Kalats unter der Führung ihres Druiden getötet. Rulaman überlebt und wird verwundet in Sicherheit gebracht. Zusammen mit der alten Parre versteckt er sich in der Staffahöhle, die verborgen und schwer zugänglich in einer steilen Felswand liegt. Später begegnet Rulaman seinem verletzten Freund Kando und bringt auch ihn in die Höhle. Gesund gepflegt geht Kando zurück zu Welda und seinem Stamm, wo er sich aber mit dem Druiden überwirft.
Dieser hat durch Späher herausgefunden, wo sich Rulaman und die alte Parre verstecken und greift die Höhle mit einer Gruppe Kalats an. Parre kann die Angriffe zurückschlagen, indem sie die Leiter der Angreifer umstößt und Vipern nach ihnen wirft. Später stürzt sie sich in den Abgrund und reißt dabei den Druiden mit in den Tod. Früher hatte sie Rulaman einmal prophezeit, er werde dereinst Anführer der Kalats werden.

## Höhlen
Die Höhlen der vier Stämme spielen in der Geschichte eine große Rolle, und ein beträchtlicher Teil der Handlung spielt sich in ihnen ab. Weinland ließ sich bei ihrer Beschreibung von Höhlen in der Schwäbischen Alb inspirieren. So kann die Tulkahöhle mit der Schillerhöhle bei Weinlands ehemaligem Wohnsitz verglichen werden, die Höhle der Nalli mit der Nebelhöhle, die Huhkahöhle mit der Falkensteiner Höhle, und die Staffahöhle entspricht dem Steffesloch in der Nähe der Schillerhöhle.

## Sprachliche Besonderheiten
Weiland gab den Tieren, Pflanzen und Personen in seiner Geschichte Bezeichnungen aus zahlreichen Sprachen wie Gälisch, Hebräisch, Latein, Lappländisch, Polnisch, Tatarisch oder Arabisch.

## Wirkung
Rulaman war ein großer Erfolg. Das Buch wird bis heute aufgelegt und wegen der vielen regionalen Bezüge vor allem in Südwestdeutschland nach wie vor gern gelesen. Die geschätzte deutsche Gesamtauflage beläuft sich auf über eine halbe Million Exemplare. Das Buch wurde ins Dänische, Englische, Französische, Lettische, Niederländische, Russische, Schwedische, Serbo-Kroatische und Spanische übersetzt.
Zum 125-jährigen Jubiläum des Buchs fand 2004 im Braith-Mali-Museum in Biberach eine Ausstellung Rulaman der Steinzeitheld statt.

## Trivia
- In der Gemeinde Zollikon im Kanton Zürich werden die jüngeren Pfadfinder, die andernorts als Wölflinge oder Wölfe bezeichnet werden, seit 1943 nach Rulamans Stamm Tulka genannt.[8] Die Bezeichnung Tulka gibt es auch in der Nachbargemeinde Maur[9]
- Ein Teil der Handlung des Romans spielt im Achtal bei Blaubeuren. Unweit der Orte der Handlung wurden etwa 100 Jahre nach Erscheinen des Romans in der Höhle Geißenklösterle bedeutende steinzeitliche Funde gemacht.
- In Reutlingen gibt es die Band Rulaman.[10] Die Idee, ihre Band Rulaman zu nennen, kam den Musikern aus Reutlingen auf Wanderungen rund um Bad Urach, wo Weinlands Roman spielt.[11]

## Illustrationen

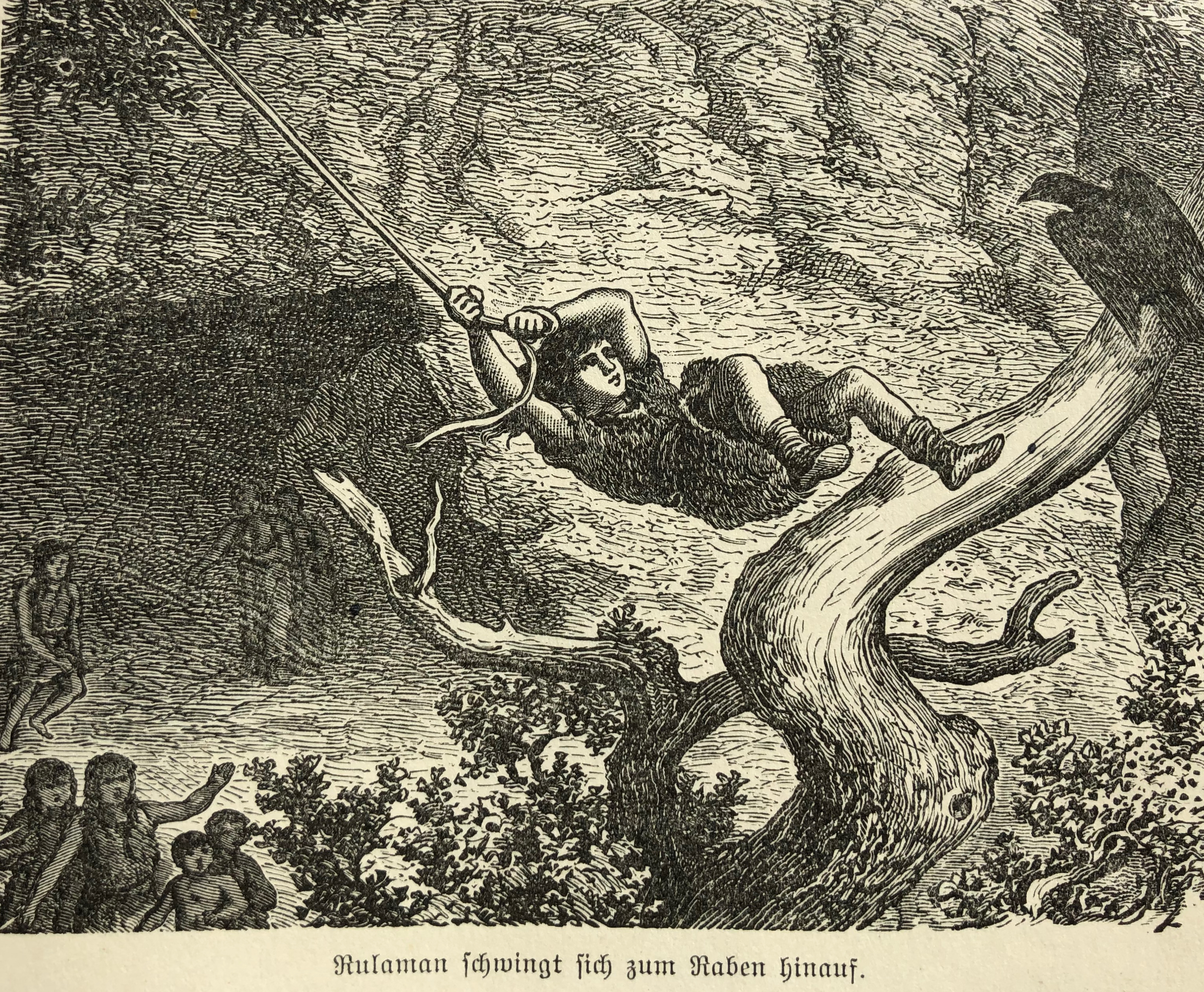
Rulaman schwingt sich zum Raben hinauf
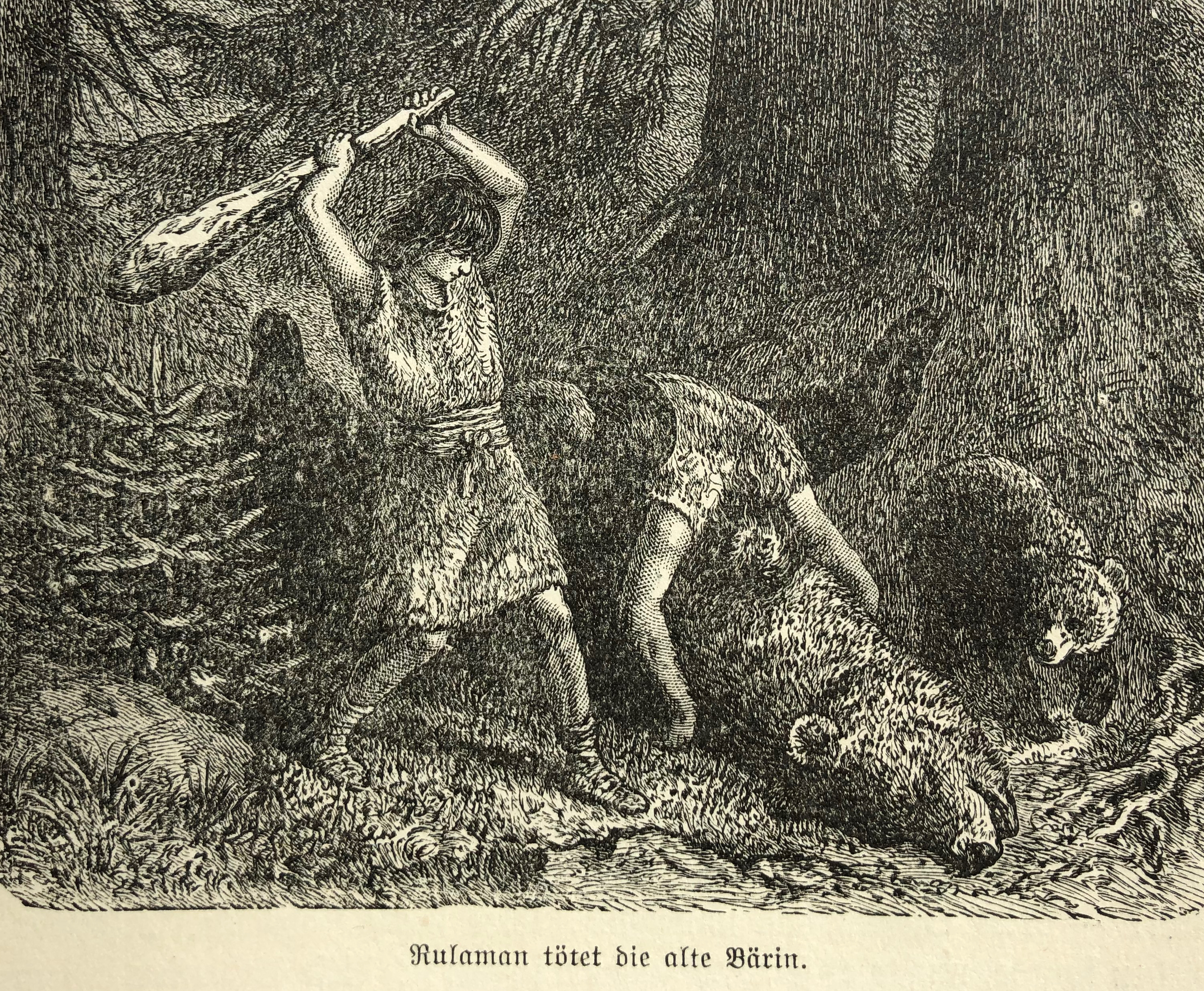
Rulaman tötet die alte Bärin
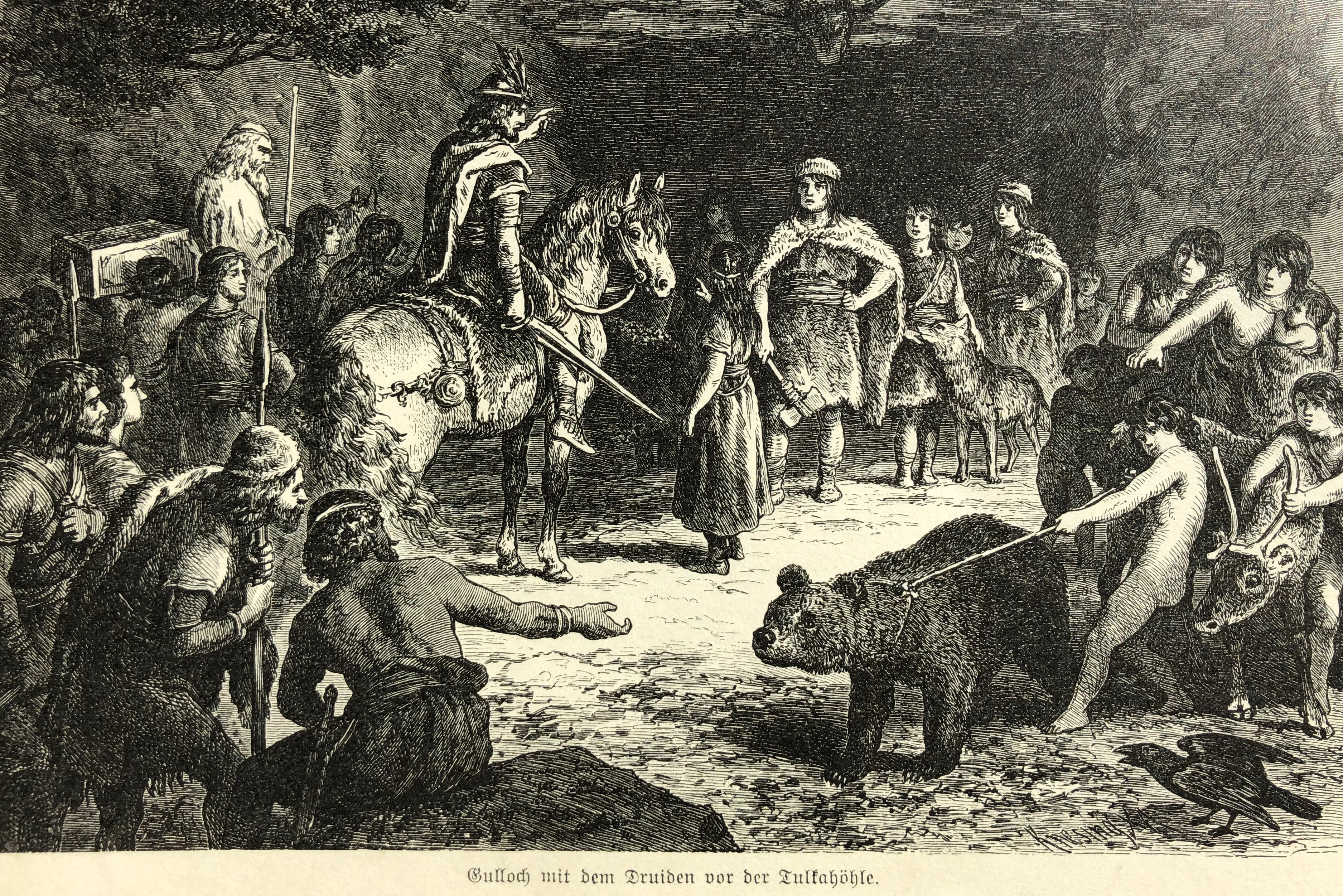
In der Tulkahöhle
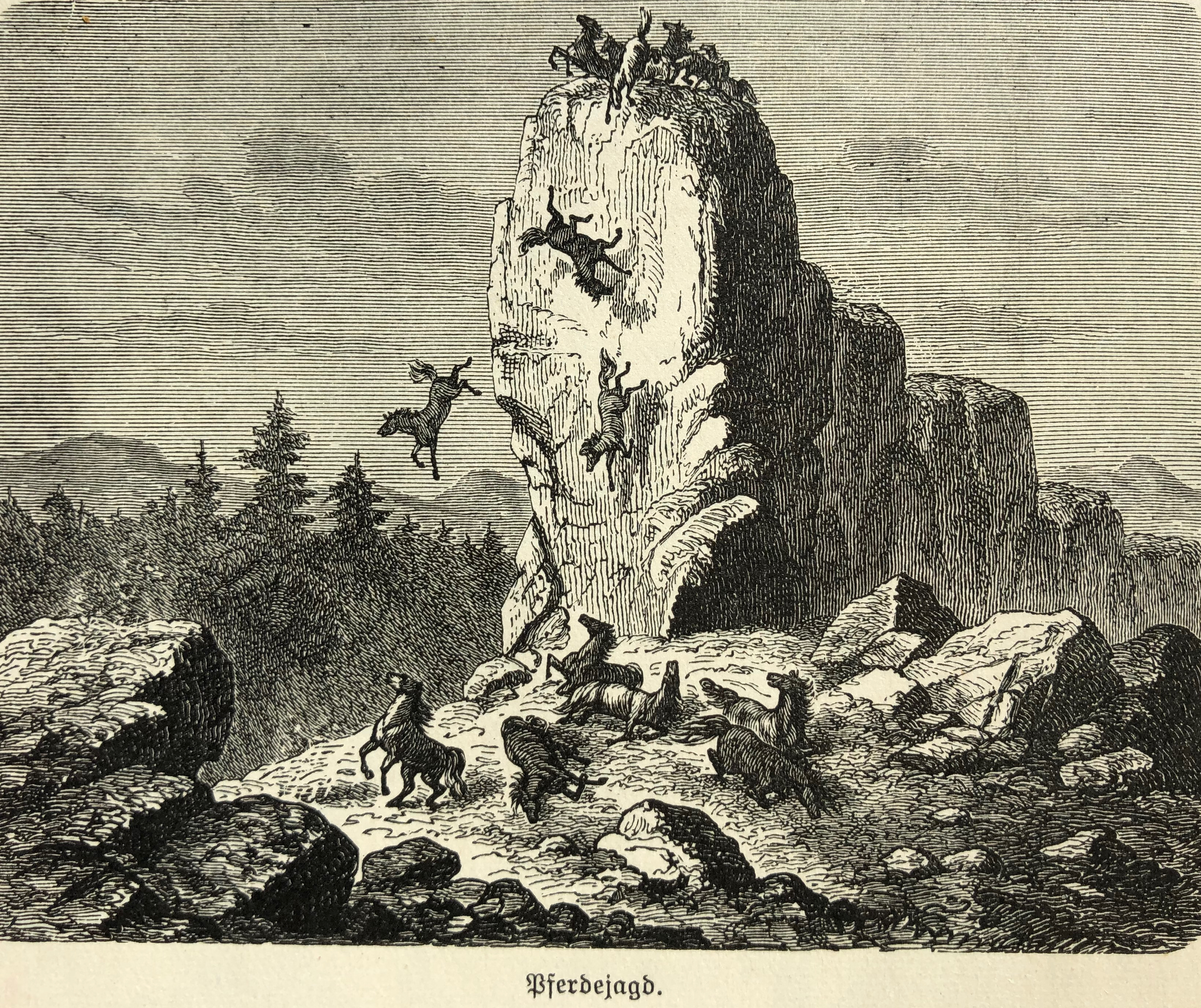
Jagd auf Wildpferde